# Synchaeta arcifera
Synchaeta arcifera är en hjuldjursart som beskrevs av Xu 1998. Synchaeta arcifera ingår i släktet Synchaeta och familjen Synchaetidae. Inga underarter finns listade i Catalogue of Life.